# Ігнасіо Камачо
Ігнасіо Камачо (ісп. Ignacio Camacho, нар. 4 травня 1990, Сарагоса) — іспанський футболіст, півзахисник, виступав за «Атлетіко» (Мадрид), «Малагу» та «Вольфсбург».
Виступав за «Атлетіко» та «Малагу», а також національну збірну Іспанії. Переможець Ліги Європи. Володар Суперкубка УЄФА.

## Клубна кар'єра

### «Атлетіко Мадрид»
Народився 4 травня 1990 року в місті Сарагоса. Розпочав свою кар'єру у футбольній школі «Сарагоси», але незабаром його помітили скаути столичного «Атлетіко», який у 2005 році запросив футболіста в свою футбольну академію. 

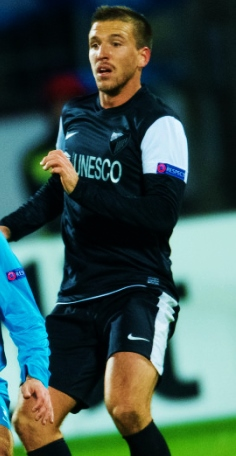
Камачо у складі «Малаги»

1 березня 2008 року в матчі проти «Барселони», Камачо дебютував за «матрасників» у Ла Лізі, які здобули перемогу 4:2, а з молодим півзахисником був підписаний контракт на два місяці раніше, ніж було заплановано. 3 травня, за один день до свого 18-річчя, в поєдинку проти «Рекреатіво», Ігнасіо забив свій перший гол у чемпіонаті Іспанії. 
Незважаючи на вдалі виступи в дебютному сезоні, в наступному Камачо мало з'являвся на полі, обмежуючись матчами на Кубок Іспанії. Тренер «Атлетіко», Хав'єр Агірре, робив ставку на португальця Маніше та новачка команди аргентинця Евера Банегу. Ситуація дещо покращилася після того, як Маніше був відсторонений від ігор після сутички з новим головним тренером Абелем Ресіно. Сезон 2009/10 Качамачо мало грав, в основному виходячи в кінці матчу, проте став з командою переможцем Ліги Європи та володарем Суперкубка УЄФА.

### «Малага»
В пошуках ігрової практики в грудні 2010 року Ігнасіо перейшов в «Малагу». 8 січня 2011 року в матчі проти «Атлетіка» він дебютував у новому клубі. 29 квітня 2012 року в поєдинку проти «Валенсії» Камачо забив свій перший гол за «Малагу». 18 вересня 2012 року в матчі проти «Зеніту», він дебютував в основній сітці Ліги чемпіонів. За шість з половиною сезонів відіграв за клуб з Малаги 177 матчів у національному чемпіонаті.

### «Вольфсбург»
Влітку 2017 року перейшов до німецького «Вольфсбург», якому трансфер іспанця обійшовся в орієнтовні 10 мільйонів євро. Починав як стабільний гравець основного складу, проте невдовзі травмувався і пропустив значну частину свого першого сезону в Німеччині. Повернувшись на поле навесні 2018 року, був обраний капітаном команди. Утім протягом наступних двох сезонів практично не грав, відновлюючись від чергового важкого ушкодження.

## Виступи за збірні
2006 року дебютував у складі юнацької збірної Іспанії. У 2007 році Камачо був капітаном збірної до 17 років, яка стала переможцем юнацького Чемпіонату Європи та фіналістом юнацького чемпіонату світу. Всього взяв участь у 39 іграх на юнацькому рівні, відзначившись 6 забитими голами.
Протягом 2009—2013 років залучався до складу молодіжної збірної Іспанії, разом з якою став переможцем молодіжного Євро-2013. На молодіжному рівні зіграв у 11 офіційних матчах.
18 листопада 2014 року в товариському матчі проти збірної Німеччини Ігнасіо дебютував за збірну Іспанії, замінивши у другому таймі Серхіо Бускетса. Наразі цей матч залишається єдиним для Камачо у футболці «червоної фурії».

## Титули і досягнення

### Клуби
- Переможець Ліги Європи (1):

« Атлетіко Мадрид»: 2009–10
- Володар Суперкубка УЄФА (1):

«Атлетіко Мадрид»: 2010

### Збірна
- Чемпіон Європи (U-17) (1):

Іспанія U-17 : 2007
- Чемпіон Європи (U-21) (1):

Іспанія U-21: 2013